# 26954 Skadiang
26954 Skadiang (1997 MG) là một tiểu hành tinh vành đai chính được phát hiện ngày 25 tháng 6 năm 1997 bởi A. Boattini ở Campo Imperatore.